# Municipio de Bath (Míchigan)
El municipio de Bath (en inglés: Bath Township) es un municipio ubicado en el condado de Clinton en el estado estadounidense de Míchigan. En el año 2010 tenía una población de 11598 habitantes y una densidad poblacional de 127,83 personas por km².

## Geografía
El municipio de Bath se encuentra ubicado en las coordenadas 42°49′9″N 84°25′0″O / 42.81917, -84.41667. Según la Oficina del Censo de los Estados Unidos, el municipio tiene una superficie total de 90,73 km², de la cual 82,45 km² corresponden a tierra firme y (9,13%) 8,28 km² es agua.

## Demografía
Según el censo de 2010, había 11598 personas residiendo en el municipio de Bath. La densidad de población era de 127,83 hab./km². De los 11598 habitantes, el municipio de Bath estaba compuesto por el 87,48% blancos, el 5,23% eran afroamericanos, el 0,4% eran amerindios, el 3,57% eran asiáticos, el 0,03% eran isleños del Pacífico, el 1,01% eran de otras razas y el 2,29% pertenecían a dos o más razas. Del total de la población el 3,37% eran hispanos o latinos de cualquier raza.